# Ludvig Aubert
Ludvig Mariboe Benjamin Aubert, född 22 november 1838 i Kristiania (nuvarande Oslo), död där 5 februari 1896, var en norsk rättslärd, son till Ludvig Cæsar Martin Aubert, bror till Andreas Aubert, gift med författarinnan Elise Aubert.
Aubert blev lektor i rättskunskap i Kristiania 1864 och professor 1866. Aubert var ursprungligen rättshistoriker och skrev bland annat De norske retskilder og deres anvendelse (1877). Senare blev han medlem av den norska växellagskommittén och utgav Den nordiske vexelret (1880-82), som under över femtio år var huvudarbetet i detta ämne, och Den norske obligationsrets speciele del (andra upplagan 1901-05). Några månader våren 1884 tillhörde Aubert regeringen Schweigaard som justitieminister.